# بطولة العالم لسباقات فورمولا 1 موسم 1955
بطولة العالم لسباقات فورمولا 1 موسم 1955 عقدت في سنة 1955 م، وفاز بها خوان مانويل فانجيو (بالإنجليزية: Juan Manuel Fangio)‏ من فريق مرسيدس بنز (بالإنجليزية: Mercedes)‏ بسيارته المرسيدس بنز. خوان مانويل فانجيو الذي بدأ السباق في الخط رقم 3 حصل على أفضل توقيت في الجولة 3 من السباق في أسرع لفة له. هذا السائق في المجموع حصد 40 نقطة.

## الوصلات الخارجية
- الموقع الرسمي للفورمولا 1